# Авармаа, Рейн Арнольдович
Рейн Арнольдович Авармаа (эст. Rein Avarmaa; 26 декабря 1940, Таллин — 7 августа 1987, Тарту) — советский эстонский физик, лауреат Государственной премии СССР (1986).
Окончил Тартуский государственный университет (1964), физический факультет (теоретическая физика). В 1964—1966 годах служил в армии.
С 1966 года работал в Институте физики и астрономии (с 1973 — Институт физики) Академии наук Эстонской ССР: лаборант, стажёр, аспирант, младший научный сотрудник, с 1971 года старший научный сотрудник, заместитель заведующего (1980) и заведующий (1983) лабораторией лазерной спектроскопии.
Защитил кандидатскую (1970) и докторскую (1983) диссертации. Старший научный сотрудник (1975).
Научная сфера — оптическая спектроскопия фотосинтетических биоплёнок.
Лауреат Государственной премии Эстонской ССР (1975).
Лауреат Государственной премии СССР (1986, в составе коллектива) — за цикл работ «Фотовыжигание стабильных спектральных провалов и селективная спектроскопия сложных молекул» (1972—1984).
Умер 7 августа 1987 года в Тарту. Похоронен на кладбище Раади.